# Etårsskud
Etårsskuddet er den del af en plantes grenvækst, som er dannet i den indeværende vækstperiode eller i den netop afsluttede periode. Etårsskuddet kendes på følgende træk:
1. skuddet bærer knopper direkte (dvs. ikke på et sideskud)
2. skuddet viser ingen årringe, men kun bark, vækstlag og marv
3. skuddet har en bark, som afviger tydeligt fra ældre grenes
4. skuddet bærer en markant, rynket overgangszone mellem et- og toårsskuddet

Etårsskuddet bruges meget ofte under identificering af planter, og i tvivlstilfælde koncentrerer man sig om den midterste del af skuddet, som viser de mest karakteristiske træk.
Skuddets længde bestemmes af forholdene i den vækstperiode, det er dannet i, mens antallet af knopper bestemmes af forholdene i det år, hvor skuddet blev anlagt (dvs. i den forrige vækstperiode). Når man undersøger flere etårsskud, hentet på steder, der er fordelt over hele kronen, kan man sammenligne deres gennemsnitlige længde med den, som er normal for samme art i samme alder. Det giver et ret præcist indblik i plantens livskraft.